# Lucillos
Lucillos è un comune spagnolo di 613 abitanti situato nella comunità autonoma di Castiglia-La Mancia.